# حديث السفينة
حديث السفينة هو قول نبي الإسلام محمد بحق اهل البيت، وفيه يستدل الشيعة بهذا الحديث ونصوص أخرى على عصمة أهل البيت وأحقيتهم بإمامة الأمة وارتياد منصب الخلافة والقيادة بعد الرسول محمد. ويعارض أهل السنة والجماعة قولهم، حيث يعتقدون أن نص الحديث الذي يستدل فيه الشيعة غير صحيح وباطل موضوع، ففيه الألفاظ تختلف عن الحديث الصحيح الذي يعتقدون به والمروي عند البخاري.
نقل هذا الحديث جملة من صحابة الرسول: علي بن أبي طالب وأبو ذر الغفاري وأبو سعيد الخدري وابن عباس وانس بن مالك وأبو سلمة الاكوع. وقد نقلوه بألفاظ مختلفة وهذا يدل على ان الحديث تكرر من رسول الإسلام بمواقف عدة وذلك للتأكيد على أهمية الأمر الذي يشير اليه النبي.

## نص الحديث

### عند الشيعة
ورد الحديث بعدة صيغ منها:
روي أن رسول اللّه ﷺ قال: 
| حديث السفينة | "إنما مثل أهل بيتي فيكم كمثل سفينة نوح (عليه السلام)، من دخلها نجا، ومن تخلف عنها غرق. | حديث السفينة |

روي أن رسول اللّه ﷺ قال: 
| حديث السفينة | "مثل أهل بيتي فيكم كمثل سفينة نوح، فمن قوم نوح من ركب فيها نجا ومن تخلف عنها هلك، ومثل باب حطة في بني إسرائيل. | حديث السفينة |

### عند أهل السنة
روي عن النُّعْمانِ بنِ بَشيرٍ في حديث عن النبي محمد أنه قال: 
| حديث السفينة | "مَثَلُ القائِمِ علَى حُدُودِ اللَّهِ والواقِعِ فيها، كَمَثَلِ قَوْمٍ اسْتَهَمُوا علَى سَفِينَةٍ، فأصابَ بَعْضُهُمْ أعْلاها وبَعْضُهُمْ أسْفَلَها، فَكانَ الَّذِينَ في أسْفَلِها إذا اسْتَقَوْا مِنَ الماءِ مَرُّوا علَى مَن فَوْقَهُمْ، فقالوا: لو أنَّا خَرَقْنا في نَصِيبِنا خَرْقًا ولَمْ نُؤْذِ مَن فَوْقَنا، فإنْ يَتْرُكُوهُمْ وما أرادُوا هَلَكُوا جَمِيعًا، وإنْ أخَذُوا علَى أيْدِيهِمْ نَجَوْا، ونَجَوْا جَمِيعًا." | حديث السفينة |

## رأي الشيعة
- الحديث يؤكد أن الأولوية المطلقة لأهل البيت ،وإلا كان النبي قد حرم إتباعهم.[6]
- وفقا لكلام علماء الشيعة، عندما الطريق الوحيد للنجاة هو الإتباع لأهل البيت «من ركبها نجى » ،فلابد أن يكونوا معصومين عن المعاصي وإلا إتباعهم سيضل تابعيهم.[7] ولما يكونوا معصومين فبالنتيجة لابد أن يكونوا ائمة.[8]
- فوصف أهل البيت بسفينة نوح يعني أن لا طريق للنجاة والفوز برضى الله إلا عن طريق اتباع أهل هذا البيت.[9][10]
- وفقا لهذا الحديث، معيار التمييز بين المؤمن والكافر، هم أهل البيت.[11]
- يجب أن يكون هناك إمام في كل الأزمنة حتى يوم القيامة.[11]
- عدد الأئمة إثنا عشر ومختلف في عددهم وهويتهم من طائفة شيعية إلى أخرى .[12]

## رأي أهل السنة
يعتقد أهل السنة والجماعة أن الحديث السفينة الذي يرويه الشيعة بأنه حديث باطل موضوع، ليس له أصل، وهو ضعيف الإسناد. وهم يعتقدون أن الحديث الذي روي في صحيح البخاري غير ما تقول به الشيعة.
فأهل السنة والجماعة يعتقدون بصحة الحديث الذي رواه البخاري في صحيحه: 
روي عن النُّعْمانِ بنِ بَشيرٍ في حديث عن النبي محمد أنه قال: 
| حديث السفينة | "مَثَلُ القائِمِ علَى حُدُودِ اللَّهِ والواقِعِ فيها، كَمَثَلِ قَوْمٍ اسْتَهَمُوا علَى سَفِينَةٍ، فأصابَ بَعْضُهُمْ أعْلاها وبَعْضُهُمْ أسْفَلَها، فَكانَ الَّذِينَ في أسْفَلِها إذا اسْتَقَوْا مِنَ الماءِ مَرُّوا علَى مَن فَوْقَهُمْ، فقالوا: لو أنَّا خَرَقْنا في نَصِيبِنا خَرْقًا ولَمْ نُؤْذِ مَن فَوْقَنا، فإنْ يَتْرُكُوهُمْ وما أرادُوا هَلَكُوا جَمِيعًا، وإنْ أخَذُوا علَى أيْدِيهِمْ نَجَوْا، ونَجَوْا جَمِيعًا." | حديث السفينة |

ففي الحديث الذي أورده الطبراني وكذلك الحاكم في المستدرك بصيغته، أن رسول الله قال «مثل أهل بيتي فيكم كمثل سفينة نوح في قوم نوح من ركبها نجا، ومن تخلف عنها هلك، ومثل باب حطة في بني إسرائيل». مروي من عدة طرق عن مجموعة من الصحابة مثل عبد الله بن عباس، وعبد الله بن الزبير، وأبي ذر الغفاري، وأبي سعيد الخدري، وأنس بن مالك، كما ذكر ابن الهيثم والألباني؛ ولكل طريقة فيها علة:
- حديث ابن عباس: فيرويه الحسن بن أبي جعفر الجفري عن أبي الصَّهباء عن سعيد بن جبير عنه. وقد قال البخاري عن الحسن بن أبي جعفر أنه «منكر الحديث»،[19] وقيل عنه كذلك «متروك الحديث».[20]
- حديث ابن الزبير: فيرويه ابن لهيعة عن أبي الأسود عن عامر بن عبد الله بن الزبير. وفيه عبد الله بن لهيعة الذي يعتبر «ضعيف الحديث»[21]
- حديث أبي ذر: فله عنه ثلاث طرق:
  - الطريق الأول: فقد روي عن الحسن بن أبي جعفر عن علي بن زيد عن سعيد بن المسيب. هنا فيه الحسن بن أبي جعفر وفيه كذلك علي بن زيد بن جدعان الذي قيل عنه أنه «ضعيف الحديث».[22] وقد قال عنه الذهبي: «له عجائب ومناكير».[23]
  - الطريق الثاني: عن عبد الله بن داهر الرازي عن عبد الله بن عبد القدوس عن الأعمش عن أبي إسحاق. وفيه عبد الله بن داهر، وقد ضعفه ابن الجوزي في كتابه.[24] [25][26][27] كذلك عبد الله بن عبد القدوس الذي قيل عنه أنه «ضعيف» وقال عنه يحيى بن معين عندما سئل عنه «ليس بشئ». [28]
  - الطريق الثالث: فيه المفضل بن صالح الأسدي أبو جميلة. قال الذهبي «ضعيف»،[29] وقال البخاري عنه أنه «منكر الحديث».[30][31] حتى أن الشيعة بأنفسهم قد ضعفوه في رواية الحديث.[32]
- حديث أبي سعيد الخدري: فيه عطية بن سعد وهو «ضعيف».[33]
- حديث أنس بن مالك: فيرويه أبان بن أبي عياش، وهو «متروك ومتهم بالكذب».[34]

يختلط على الكثيرين تصحيح الحاكم للحديث في كتابه المعروف بالمستدرك، وقد رد عليه العديد من علماء أهل السنة والجماعة موضحين أن الحاكم كان من طبيعته التساهل في تصحيح الأحاديث، ولهذا لزم تعقب أهل الحديث لكتابه لكثرة ما عرف عنه من التساهل.
- فقد ذكر الذهبي قائلاً: «فيه المفضل بن صالح ضعفوه». وقال أيضاً: «يصحح في مستدركه أحاديث ساقطة ويكثر من ذلك».[35]
- علق ابن تيمية عليه قائلاً: «وتصحيح الحاكم دون تحسين الترمذي . وكثيرا ما يصحح الموضوعات فإنه معروف بالتسامح». [36]
- علق النووي الشافعي: «الحاكم متساهل كما سبق بيانه مرار ».[37]
- الحافظ ابن الصلاح وصف الحاكم بأنه «واسع الخطو في شرط الصحيح متساهل في القضاء به».[38]
- الحافظ ابن حجر قال عن الحاكم: «ذكر جماعة في كتاب الضعفاء له وقطع بترك الرواية عنهم ومنع من الاحتجاج بهم ثم أخرج أحاديث بعضهم في مستدركه وصححها.[39]
- الزيلعي الحنفي قال عنه: «الحاكم عرف تساهله وتصحيحه للأحاديث الضعيفة بل الموضوعة».[40]

قام الشيخ محمد ناصر الدين الألباني بتخريج الحديث، وقد ضعفه في سلسلة الأحاديث الضعيفة والموضوعة. وأورد قائلاً: «وبهذا التخريج والتحقيق ؛ يتبين للناقد البصير أن أكثر طرق الحديث شديدة الضعف، لا يتقوى الحديث بمجموعها».